# UnitedHealthcare Professional Cycling Team/Saison 2016
Diese Liste beschreibt die Mannschaft und die Erfolge des Radsportteams UnitedHealthcare Professional Cycling Team in der Saison 2016.

## Saison 2016

### Erfolge in der UCI America Tour
| Datum        | Rennen                          | Kat. | Fahrer           |
| ------------ | ------------------------------- | ---- | ---------------- |
| 23. April    | 3. Etappe Joe Martin Stage Race | 2.2  | Carlos Alzate    |
| 8. Mai       | 5. Etappe Tour of the Gila      | 2.2  | Daniel Jaramillo |
| 2. September | 2. Etappe Tour of Alberta       | 2.1  | Tanner Putt      |

### Erfolge in der UCI Asia Tour
| Datum       | Rennen                     | Kat. | Fahrer           |
| ----------- | -------------------------- | ---- | ---------------- |
| 26. Februar | 3. Etappe Tour de Langkawi | 2.HC | John Murphy      |
| 2. Juni     | 5. Etappe Japan-Rundfahrt  | 2.1  | Daniel Jaramillo |

### Erfolge in der UCI Oceania Tour
| Datum      | Rennen                    | Kat. | Fahrer      |
| ---------- | ------------------------- | ---- | ----------- |
| 6. Februar | 3. Etappe Herald Sun Tour | 2.1  | John Murphy |

### Zugänge – Abgänge
| Zugänge          | Team 2015            | Abgänge            | Team 2016                   |
| ---------------- | -------------------- | ------------------ | --------------------------- |
| Daniel Jaramillo | Jamis-Hagens Berman  | Robert Förster     | Laufbahn beendet            |
| Daniel Eaton     | Axeon                | Federico Zurlo     | Lampre-Merida               |
| Tyler Magner     | Hincapie Racing Team | Daniele Ratto      | Androni Giocattoli-Sidermec |
| Matthew Busche   | Trek Factory Racing  | Kiel Reijnen       | Trek-Segafredo              |
|                  |                      | Alessandro Bazzana |                             |
|                  |                      | Hilton Clarke      | Cylance-InCycle-Cannondale  |
|                  |                      | Isaac Bolívar      | Laufbahn beendet            |
|                  |                      | Lucas Euser        | Laufbahn beendet            |
|                  |                      | Ken Hanson         | Laufbahn beendet            |
|                  |                      | Davide Frattini    | Laufbahn beendet            |

### Mannschaft
| Teamkader 2016                            | Teamkader 2016    | Teamkader 2016     | Teamkader 2016                          |
| Name                                      | Geburtsdatum      | Land               | Vorheriges Team                         |
| ----------------------------------------- | ----------------- | ------------------ | --------------------------------------- |
| Carlos Alzate                             | 23. März 1983     | Kolumbien          | Team Exergy (2012)                      |
| Janez Brajkovič                           | 18. Dezember 1983 | Slowenien          | Astana (2014)                           |
| Matthew Busche                            | 9. Mai 1985       | Vereinigte Staaten | Trek Factory Racing (2015)              |
| Marco Canola                              | 26. Dezember 1988 | Italien            | Bardiani CSF (2014)                     |
| Jonathan Clarke                           | 18. Dezember 1984 | Australien         | Jelly Belly (2009)                      |
| Daniel Eaton                              | 4. Juli 1993      | Vereinigte Staaten | Axeon (2015)                            |
| Adrian Hegyvary                           | 5. Januar 1984    | Vereinigte Staaten |                                         |
| Daniel Jaramillo                          | 15. Januar 1991   | Kolumbien          | Jamis-Hagens Berman (2015)              |
| Christopher Jones                         | 6. August 1979    | Vereinigte Staaten | Team Type 1 (2010)                      |
| Luke Keough                               | 10. August 1991   | Vereinigte Staaten | SmartStop-Mountain Khakis (2012)        |
| Tyler Magner                              | 3. Mai 1991       | Vereinigte Staaten | Hincapie Racing (2015)                  |
| Karl Menzies                              | 17. Juni 1977     | Australien         | Advantage Benefits Endeavour (2005)     |
| John Murphy                               | 15. Dezember 1984 | Vereinigte Staaten | Kenda-5 Hour Energy (2012)              |
| Tanner Putt                               | 21. April 1992    | Vereinigte Staaten | Bissell Development (2014)              |
| Daniel Summerhill                         | 28. Januar 1989   | Vereinigte Staaten | Chipotle-First Solar Development (2012) |
| Bradley White                             | 15. Januar 1982   | Vereinigte Staaten | Successfulliving.com-Parkpre (2008)     |
|                                           |                   |                    |                                         |
| Quellen: ProCyclingStats Cycling Archives |                   |                    |                                         |